# Ижоры (станция)

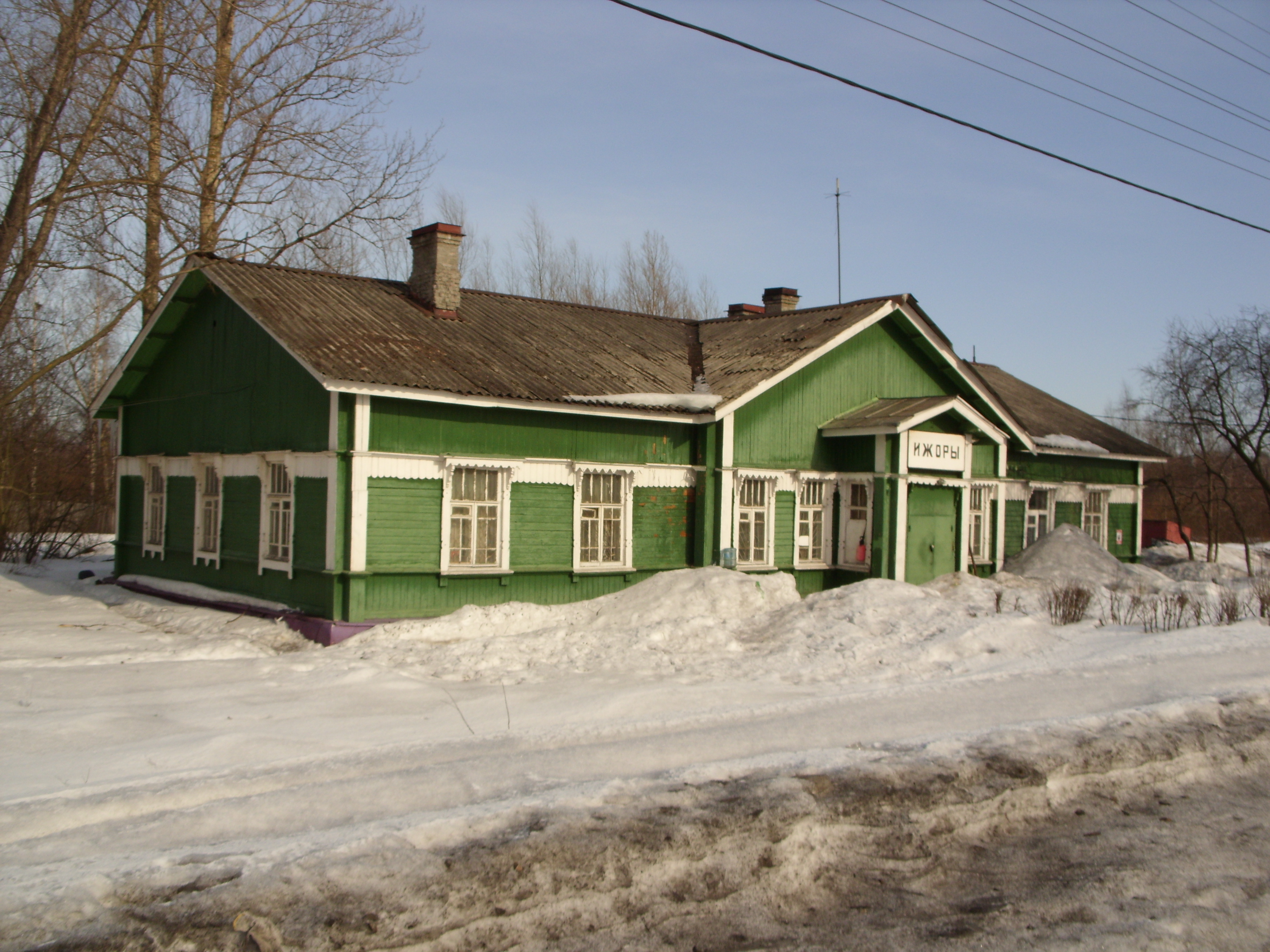
Бывший вокзал (снесён в 2017 году)

Ижо́ры — грузовая железнодорожная станция четвертого класса на участке Санкт-Петербург-Главный — Волховстрой Волховстроевского направления Октябрьской железной дороги в Колпинском районе Санкт-Петербурга в посёлке Металлострой (юго-восточная часть станции находится в п. Усть-Ижора).
На территории станции имелся остановочный пункт пригородных поездов.
В 1990-х годах севернее станции был построен остановочный пункт «19 км», после чего остановочный пункт электропоездов на станции был ликвидирован, и остановка электропоездов стала осуществляться только по требованию дежурного по станции для служебных целей СЗППК без высадки/посадки пассажиров.

## Путевое развитие
На станции четыре главных (I, II, III, IV) и один приёмо-отправочный (6) путь. Перегон до ст. Рыбацкое четырёхпутный, перегон до ст. Сапёрная двухпутный. Подъездные пути отходят от третьего главного  и шестого путей.
Пути идут к Ленинградскому электромашиностроительному заводу, Научно-исследовательскому институту электрофизической аппаратуры (НИИЭФА) им. Д. В. Ефремова, заводу ООО «СМТТ. Высоковольтные решения», ГП «Главснаб Администрации СПб» и другим организациям.
Часть подъездных путей в южном направлении доходит до территории, примыкающей к моторвагонному депо Санкт-Петербург — Московское рядом с платформой Металлострой Московского направления ОЖД. В северном направлении отходит ветка к речному причалу Ижорского завода на Неве в излучине Кривое Колено.

## Особенности работы
Станция обслуживается маневровым тепловозом ст. Рыбацкое. Подъездные пути обслуживает ППЖТ ОАО «Северо-Западный «Промжелдортранс».
До 2013 г. по адресу п. Усть-Ижора, ул. Станционная, 37, размещался вокзал станции с вывеской. Затем его забросили, в 2016 году здание пострадало от пожара, но ещё не снесено. 5 июля 2017 года оно было практически уничтожено очередным пожаром (поджог). По состоянию на 10 января 2018 года здание сгоревшего вокзала снесено.